# Phùng Hoằng
Phùng Hoằng (giản thể: 冯弘; phồn thể: 馮弘; bính âm: Féng Hóng) (?-438), tên tự Văn Thông (文通), gọi theo thụy hiệu là (Bắc) Yên Chiêu Thành Đế ((北)燕昭成帝), là hoàng đế cuối cùng của nước Bắc Yên vào thời Ngũ Hồ thập lục quốc trong lịch sử Trung Quốc. Ông đã đoạt lấy ngai vàng vào năm 430 sau khi anh trai Phùng Bạt (Văn Thành Đế) lâm bệnh, và ông sử dụng tước hiệu "Thiên vương". Trong thời gian ông trị vì, Bắc Yên ngày càng bị thu hẹp và trở nên yếu hơn trong bối cảnh có các cuộc tấn công liên tục từ kình địch Bắc Ngụy, và năm 436 ông đã chạy trốn đến Cao Câu Ly, chấm dứt sự tồn tại của Bắc Yên. Tuy nhiên, trên đất Cao Câu Ly, ông vẫn tự xem mình là bá chủ của nước này như trước đây. Trường Thọ Vương của Cao Câu Ly không thể chịu được điều này nên đã giết chết ông vào năm 438, tuy nhiên, ông ta vẫn truy phong cho Phùng Hoằng thụy hiệu hoàng đế.

## Dưới thời Cao Vân
Không rõ về thời điểm Phùng Hoằng được sinh ra, song ông là em trai của Phùng Bạt. Các sử liệu không nói về ông cho đến năm 407, sau khi Phùng Bạt (cùng với một em trai khác là Phùng Tố Phất (馮素弗)) đã lật đổ được hoàng đế Mộ Dung Hi của Hậu Yên và đưa một cháu trai nuôi của Mộ Dung Hy là Mộ Dung Vân lên làm hoàng đế (Mộ Dung Vân sau đã cái về họ gốc là "Cao"). Năm 407, Cao Vân phong cho Phùng Hoằng làm một trọng tướng. Dưới thời Cao Vân trị vì, ông giữ tước hiệu Kế công.
Sau khi Cao Vân bị các hầu cận là Li Ban (離班) và Đào Nhân (桃仁) ám sát vào năm 409, các triều thần đã ủng hộ Phùng Bạt lên làm hoàng đế. Phùng Bạt khi lên ngôi, đã thăng chức cho ông, song vẫn để ông giữ tước hiệu Kế công.

## Dưới thời Phùng Bạt
Năm 410, một người anh em họ của Phùng Bạt tên là Phùng Vạn Nê (馮萬泥) và con trai của một người anh em họ khác tên là Phùng Nhũ Trần (馮乳陳) đều cảm thấy rằng họ đã có công lớn mà chỉ được phong làm tướng chỉ huy tại các thành Phì Như (肥如, nay thuộc Tần Hoàng Đảo, Hà Bắc) và Bạch Lang (白狼, nay thuộc Triều Dương, Liêu Ninh). Họ vì thế đã cùng nhau nổi loạn. Phùng Bạt đã cử Phùng Hoằng và Trương Hưng (張興) đi đánh họ, và sau khi bị Phùng Hoằng và Trương Hưng đánh bại, họ đã đầu hàng, song Phùng Hoằng vẫn cho xử tử hai người này. Sau sự kiện này, Phùng Bạt phong ông là Trung Sơn công.
Sử sách ít ghi chép về các hoạt động của Phùng Hoằng trong hầu hết thời gian trị vì của Phùng Bạt, chỉ biết rằng ông vẫn có được vị trí đầy quyền lực trong triều đình, và đến năm 430 ông trở thành thừa tướng. Cùng năm, Phùng Bạt lâm bệnh nặng, và ông đã ban hành một chiếu chỉ chuyển giao quyền lực cho Phùng Dực. Tuy nhiên, người thê thiếp họ Tống mà Phùng Bạt sủng ái lại muốn cho con trai của bà ta là Phùng Thụ Cư (馮受居) thừa kế ngai vàng, và do đó bà ta đã nói với Phùng Dực rằng Phùng Bạt sẽ sớm phục hội và rằng ông không phải lo lắng về quyền lực; Phùng Dực chấp thuận và lui về cung của mình. Tống thị sau đó đã giả lệnh của Phùng Bạt để ông không thể giao thiệp với bên ngoài, và Phùng Dực và các con trai khác, cũng như các triều thần, đều không được phép nhìn Phùng Bạt. Chỉ có một triều thần mà bà ta tin tưởng tên Hồ Phúc (胡福) là có thể vào cung để phụ trách an ninh. Tuy nhiên, Hồ Phúc trong lòng đã cảm thấy phẫn uất trước các tham vọng của Tống thị, và ông ta đã thông tin cho Phù Hoằng, người đang là thừa tướng, về ý định của bà. Phùng Hoằng ngay lập tức đã tiến đánh hoàng cung và nắm quyền kiểm soát nó. Phùng Bạt nghe được tin này đã chết vì quá choáng váng. Phùng Hoằng sau đó chiếm lấy ngai vàng và đánh bại đội quân của Phùng Dực, thảm sát tất cả con trai của Phùng Bạt. Ông sử dụng tước hiệu "Thiên vương".

## Trị vì
Trong thời gian trị vì của Phùng Hoằng, kình địch Bắc Ngụy vẫn không ngừng các cuộc tấn công liên tục vào Bắc Yên. Bắc Ngụy càng tấn công mạnh hơn nữa khi nước này đã thôn tính được Hạ vào năm 431 và do đó không còn đối thủ lớn nào ở phía tây nữa. Thái Vũ Đế Thác Bạt Đảo của Bắc Ngụy đã thực hiện các cuộc tấn công định kỳ để cướp bóc lãnh thổ Bắc Yên và sau đó cho lui quân, khiến cho Bắc Yên bị hao mòn nguồn cung lương thực cũng như các tài vật khác, và trở nên suy yếu.
Khi Phùng Hoằng là Trung Sơn công, chính thất của ông là Vương phu nhân, bà đã sinh cho ông ít nhất ba người con trai tên là Phùng Sùng (馮崇), Phùng Lãng (馮朗), và Phùng Mạc (馮邈), và trong đó Phùng Sùng là con trai cả. Tuy nhiên, năm 431, Phùng Hoằng đã lập Mộ Dung phu nhân làm vương hậu, và đến năm 432, ông lập con trai của Mộ Dung Vương hậu là Phùng Vương Nhân làm (馮王仁) thái tử.
Vào mùa thu năm 432, Thái Vũ Đế của Bắc Ngụy tiến hành một cuộc tấn công lớn đầu tiên kể từ khi Phùng Hoằng bắt đầu trị vì, hướng về kinh đô Hòa Long (和龍, nay thuộc Cẩm Châu, Liêu Ninh) của Bắc Yên. Phùng Hoằng đã cố gắng nhượng bộ hoàng đế Bắc Ngụy bằng cách đưa quà tặng gồm thịt bò và rượu đến chỗ quân Bắc Ngụy song không có hiệu quả. 10 quận của Bắc Yên đã đầu hàng Bắc Ngụy, và quân Bắc Ngụy đã chiếm được một số thành của Bắc Yên và bao vây Hòa Long. Tuy nhiên, hai tháng sau đó, Thái Vũ Đế đã rút lui sau khi bắt 30.000 hộ từ Bắc Yên và tháu định cơ họ ở U Châu (幽州, nay là Bắc Kinh, Thiên Tân, và bắc bộ Hà Bắc). Viên quan Quách Uyên (郭淵) đã đề xuất với Phùng Hoằng rằng ông nên chấp nhận trở thành một chư hầu của Bắc Ngụy và gả một con gái làm thiếp của Thái Vũ Đế, song Phùng Hoằng đã từ chối, nói rằng thù địch giữa hai nước quá sâu nên ông sẽ bị giết chết ngay cả khi chịu đầu hàng. (Khi Bắc Ngụy bao vây Hòa Long, tướng của Bắc Ngụy là Chu Tu Chi (朱脩之), người đã bị Lưu Tống bắt, đã âm mưu ám sát Thái Vũ Đế và sau đó đến chỗ Phùng Hoằng, song âm mưu của ông ta bị phát giác, và ông ta đã chạy đến chỗ Phùng Hoằng, Phùng Hoằng đã gửi người này về Lưu Tống nhằm tìm kiếm sự trợ giúp của triều đại này. Từ đó trở đi, Lưu Tống và Bắc Yên là đồng minh không chính thức, mặc dù Lưu Tống chỉ cung cấp trợ giúp đỡ ít ỏi cho Bắc Yên trên thực tế.)
Khoàng tết năm 433, Phùng Lãng và Phùng Mạc, tin rằng Bắc Yên đang trên bờ diệt vong và cũng tin rằng Mộ Dung Vương hậu có kế hoạch giết chết họ, do vậy cả hai đã chạy trốn đến Liêu Tây (遼西, nay thuộc Đường Sơn, Hà Bắc), tức nơi Phùng Hoằng đã cử Phùng Sùng trấn thủ. Họ thuyết phục Phùng Sùng đến đầu hàng Bắc Ngụy, và Phùng Sùng đã cử Phùng Mạc đến Bắc Ngụy để tỏ lòng trung thành. Phùng Hoằng đã đáp lại bằng việc cử tướng Phong Vũ (封羽) đến bao vây Liêu Tây. Vào mùa xuân năm 433, Thái Vũ Đế đã cử hoàng đệ là Thác Bạt Kiện (拓拔健) đến giải vây cho Liêu Tây, và còn lập Phù Sùng làm Liêu Tây vương cũng một số vinh dự khác nhằm khuyến khích các cuộc đào ngũ khác từ Bắc Yên. Quân của Thác Bạt Kiện ngay sau đó bao vây Phong Vũ và buộc ông ta phải đầu hàng, và sau đó rút lui cùng với 3.000 hộ. Phùng Sùng sau đó yêu cầu được cho phép đến Hòa Long để thuyết phục Phùng Hoằng đầu hàng, song Thái Vũ Đế đã không cho phép.
Vào mùa xuân năm 434, Phùng Hoằng cử sứ giả đến Bắc Ngụy để yêu cầu có mối quan hệ hòa bình. Thái Vũ Đế đã từ chối. Tuy nhiên, ba tháng sau đó, sau khi Phùng Hoằng đệ trình một đơn thỉnh cầu (nghĩa là chấp thuận làm chư hầu) trong đó tự đả kích mình và cầu mong hòa bình, và dâng một người con gái cho Thái Vũ Đế làm thiếp, Thái Vũ Đế đã đồng ý với điều kiện rằng Phùng Hoằng cử Phùng Vương Nhân đến kinh đô Bình Thành (平城, nay thuộc Đại Đồng, Sơn Tây) để viếng thăm ông ta. Phùng Hoằng đã đưa sứ thần của Bắc Ngụy là Hốt Nữu Vũ Thập Môn (忽忸于什門, là người mà Minh Nguyên Đế Thác Bạt Tự đã cử đến chỗ Phùng Bạt vào năm 414 song bị Phùng Bật giữ lại), trở lại Bắc Ngụy.
Tuy nhiên, sau đó Phùng Hoằng đã từ chối cử Phùng Vương Nhân đến Bình Thành thỉnh an Thái Vũ Đế. Khi viên quan Lưu Tư (劉滋) cảnh báo ông rằng Bắc Yên thậm chí sẽ lâm vào tình thế còn nguy hiểm hơn Thục Hán và Đông Ngô khi đối mặt với Tấn, Phùng Hoằng đã cho xử tử Lưu Tư trong giận dữ. Do Phùng Hoằng từ chối gửi Phùng Vương Nhân đến Bắc Ngụy, Thái Vũ Đế một lẫn nữa lại cử Thác Bạt Kiện đi đánh Bắc Yên, và Thác Bạt Kiện đã tịch thu vụ mùa của Bắc Lương và bắt một số người dân trớc khi rút lui.
Vào mùa xuân năm 435, nhằm để có được viện trợ của Lưu Tống, Phùng Hoằng đã cử một sứ giả đến kinh thành Kiến Khang của Lưu Tống để xin làm một chư hầu. Lưu Tống Văn Đế Lưu Nghĩa Long đã phong cho Phùng Hoằng là Yên vương, song đã không thể cung cấp viện trợ đáng kể cho Bắc Yên. Vào mùa xuân năm 435, Phùng Hoằng lại cử tướng Thang Chúc (湯燭) đem triều cống đến Bắc Ngụy, và tuyên bố rằng lý do mà Phùng Vương Nhân không thể đến Bắc Ngụy là cho bị bệnh. Lý do này bị Bắc Ngụy từ chối, và Phùng Hoằng một lần nữa lại tìm kiếm trợ giúp của Lưu Tống song đã không nhận được gì. Vào mùa xuân năm 435, em trai của Thái Vũ Đế là Thác Bạt Phi (拓拔丕) lại đem quân đến đánh Hòa Long, và Phùng Hoằng đã cố gắng nhân nhượng bằng cách đem cho ông ta gia súc, rượu và áo giáp, song một phụ tá của Thác Bạt Phi là tướng Khuất Đột Viên (屈突垣) đã buộc tội Phùng Hoằng không gửi con tim đến, và họ bắt lấy 6.000 người Bắc Yên trước khi lui quân.
Toàn bộ nước Bắc Yên vào thời điểm này không lớn hơn kinh đô Hòa Long, và đất nước đã trở nên mệt mỏi khi phải chống trả các cuộc tấn công lặp đi lặp lại của Bắc Ngụy. Tướng của Phùng Hoằng là Dương Dân (楊岷) đã thuyết phục Phùng Hoằng đưa Phùng Vương Nhân đến làm con tim, song Phùng Hoằng vẫn từ chối và thay vào đó lại lên kế hoạch sơ tán người dân đến chỗ đồng minh Cao Câu Ly. Dương Dân tin rằng Cao Câu Ly không đáng tin cậy, song đã không ngăn cản được Phùng Hoằng, Phùng Hoằng sau đó cử sứ thần đến Cao Câu Ly để tìm kiếm trợ giúp và thỏa thuận về việc di tản.
Vào mùa xuân năm 436, Phùng Hoằng cử các sứ thần đến Bắc Ngụy để triều cống, và tuyên bố rằng Phùng Vương Nhân sẽ đến trong một thời gian ngắn. Thái Vũ Đế, không tin lời Phùng Hoằng nên đã từ chối đám phán và chuẩn bị cho một cuộc tấn công khác. Vào mùa hè năm 436, cả quân Bắc Ngụy và Cao Câu Ly đều đến Hòa Long. Do người dân phần lớn đều cảm thấy mệt mỏi trước việc tái định cư đến Cao Câu Ly, tướng Quách Sinh (郭生) đã mở cổng thành và cố gắng đầu hàng, song quân Bắc Ngụy nghĩ rằng đây là một cái bẫy và không trợ giúp cho ông ta, và Phùng Hoằng đã giết chết Quách Sinh trong trận chiến. Trong khi đó, quân Cao Câu Ly cướp phá thành, và sau đó hộ tống Phùng Hoằng và người dân của ông tiến về phía đông (sau khi Phùng Hoằng châm lửa đốt hoàng cung). Bắc Yên nay đã chấm dứt tồn tại do Phù Hoằng không còn bất cứ lãnh thổ nào.

## Sau khi di tản đến Cao Câu Ly
Bắc Ngụy cử các sứ thần đến yêu cầu Trường Thọ Vương của Cao Câu Lý trao Phùng Hoằng cho mình, song Trường Thọ Vương đã từ chối. Tuy nhiên, quan hệ giữ ông ta và Phùng Hoằng không tốt, vì khi ông ta nghênh đón Phùng Hoằng đến lãnh địa của mình, ông ta đã đối xử với Phùng Hoằng như một vị khách danh giá song Phùng Hoằng lại yêu cầu được đối xử như một bá chủ và tức giận vì Trường Thọ Vương chỉ gọi ông là "Long Thành Vương" thay vì Thiên vương. Mặc dù có mâu thuẫn, Trường Thọ Vương đã cho người dân của Phùng Hoằng định cư tại Bình Quách (平郭, nay thuộc Dinh Khẩu, Liên Ninh), và sau đó tại Bắc Phong (北豐, nay thuộc Thẩm Dương, Liêu Ninh).
Phùng Hoằng vẫn xem Cao Câu Ly là một nước chư hầu và thường ra vẻ với người dân của nước này, ông thường coi người dân của mình vẫn là một nước độc lập, phớt lờ luật pháp Cao Câu Ly và các lệnh của Trường Thọ Vương. Trường Thọ Vương không thể chịu đựng được điều này, và đã cử quân đến bắt một số nữ quan của Phùng Hoằng, và cũng bắt Phùng Vương Nhân làm con tin. Năm 438, Phùng Hoằng tức giận nên đã cử sứ giả đến Lưu Tống, yêu cầu được hộ tống đến Lưu Tống. Lưu Tống Văn Đế đã cử tướng Vương Bạch Câu (王白駒) đến Cao Câu Ly, lệnh cho Cao Câu Ly phải chuẩn bị để Phùng Hoằng dời đi. Trường Thọ Vương không sẵn lòng để Phùng Hoằng khởi hành, và do vậy đã cử các tướng của mình đến giết chết Phùng Hoằng cùng các con trai, mặc dù vậy, ông ta vẫn phong cho Phùng Hoằng thụy hiệu hoàng đế. Đáp lại, Vương Bạch Câu tấn công đội quân Cao Câu Ly đã giết Phùng Hoằng. Tuy nhiên, Trường Thọ Vương đã bắt Vương Bạch Câu và đưa ông ta trở về Lưu Tống, yêu cầu giam giữ Vương, và Văn Đế đã làm vậy một thời gian trước khi thả Vương ra.